# Primidi
Die zwölf Monate des republikanischen Kalenders der Französischen Revolution sind jeweils in drei „Dekaden“ zu zehn Tagen eingeteilt. Primidi ist der erste Tag einer Dekade. Der 1., 11. und 21. jedes Monats und die Fête de la vertu der Sansculottiden fallen auf einen Primidi.

## Tagesnamen
Die Tagesnamen des Primidi sollten (wie die meisten anderen Tagesnamen) landwirtschaftliche Nutzpflanzen sein. Nur im Nivôse sollten die Tage nach Mineralen und Substanzen tierischen Ursprungs benannt werden. Von diesem ursprünglichen Konzept Fabre d’Églantines ist die Nationalversammlung teilweise abgewichen.
| Monat          | 1re Décade | 1re Décade                    | 2e Décade | 2e Décade                   | 3e Décade | 3e Décade                               |
| -------------- | ---------- | ----------------------------- | --------- | --------------------------- | --------- | --------------------------------------- |
| Vendémiaire    | 1.         | Raisin (Weintraube)           | 11.       | Pommes de terre (Kartoffel) | 21.       | Chanvre (Hanf)                          |
| Brumaire       | 1.         | Pomme (Apfel)                 | 11.       | Salsifis (Bocksbärte)       | 21.       | Bacchante (lateinisch asarum baccharis) |
| Frimaire       | 1.         | Raiponce (Teufelskrallen)     | 11.       | Cire (Wachs)                | 21.       | Érable sucre (Zuckerahorn)              |
| Nivôse         | 1.         | Tourbe (Torf)                 | 11.       | Granit (Granit)             | 21.       | Pierre à plâtre (Gips)                  |
| Pluviôse       | 1.         | Lauréole (Lorbeer-Seidelbast) | 11.       | Ellébore (Nieswurz)         | 21.       | Thlaspi (Hellerkraut)                   |
| Ventôse        | 1.         | Tussilage (Huflattich)        | 11.       | Narcisse (Narzisse)         | 21.       | Mandragore (Alraune)                    |
| Germinal       | 1.         | Primevère (Primeln)           | 11.       | Pervenche (Immergrün)       | 21.       | Gainier (Judasbaum)                     |
| Floréal        | 1.         | Rose (Rose)                   | 11.       | Rhubarbe (Rhabarber)        | 21.       | Statice (Strandflieder)                 |
| Prairial       | 1.         | Luserne (Luzerne)             | 11.       | Fraise (Erdbeere)           | 21.       | Barbeau (Kornblume)                     |
| Messidor       | 1.         | Seigle (Roggen)               | 11.       | Coriandre (Koriander)       | 21.       | Menthe (Minze)                          |
| Thermidor      | 1.         | Epeautre (Dinkel)             | 11.       | Panis (Mannstreu)           | 21.       | Carline (Silberdistel)                  |
| Fructidor      | 1.         | Prune (Pflaume)               | 11.       | Pastèque (Wassermelone)     | 21.       | Eglantier (Heckenrose)                  |
| Sansculottiden | 1.         | Fête de la vertu              |           |                             |           |                                         |